# Мерихил (Вашингтон)
Мерихил (енгл. Maryhill) насељено је место без административног статуса у америчкој савезној држави Вашингтон и припада округу Кликитат. Има 55 становника према попису 2020. године. 

## Историја
Мерихил је добио име по супрузи и кћерки регионалне иконе Сема Хила, који је купио земљиште и замислио заједницу тамо убрзо након прелаза у 20. вијек. Раније је подручје било познато као "Колумбија" или "Колумбус". Године 1909., комесари округа Кликитат прихватили су име града као "Мериленд" - које су предложили Сем Хил и сарадници који су основали мјесто. Међутим, ово име је одбијено од стране поштанских власти јер не би прихватили име које одговара држави, па је преименовано у "Мерихил".
Хил је користио своју имовину Мерихил да изгради прве асфалтиране путеве на пацифичком сјеверозападу, Музеј умјетности Мерихил (првобитно замишљен као велика резиденција за Хилеов), Мерихил Стонхенџ, споменик жртвама Првог свјетског рата у округу Кликитат у облику реплике Стонхенџа, и планирана заједница. Рођен као квекер, Хил се надао да ће привући квекерску заједницу у источни Вашингтон. Његови планови се никада нису остварили, а градске зграде које је изградио изгорјеле су неколико година касније.
Хил је намјеравао репликом Стонехенџа да изрази да је модерно ратовање облик непотребног људског жртвовања, позивајући се на савремено вјеровање да је Стонехенџ био жртвено мјесто.

## Географија
Мерихил се налази дуж јужне ивице округа Кликитат и државе Вашингтон. Налази се на сјеверној обали ријеке Колумбија, 336 km (209 миља) реком узводно од ушћа у Асторији, 166 km (103 миља) узводно од Портланда и 27 km (17 миља) узводно од бране Далс.
Амрички пут 97 (САД 97) прелази Колумбију у Мерихилу преко меморијалног моста Сема Хила. Пут 97 путује на сјевер према Голдендејлу и јужно преко ријеке до Васко, Орегон. Државна рута 14 путује источно-западно кроз подручје дуж ријеке Колумбија, повезујући Мерихил са Вајт Самоном и Међудржавним путом 82 у Плимуту.
Према Бироу за попис становништва Сједињених Америчких Држава, Мерихил има укупну површину од 7,3 km2 (2,8 квадратних миља), све земљиште. Заједница је дом државног парка Мерихил дуж Колумбије.

## Демографија
Од пописа из 2000. године, било је 98 људи, 40 домаћинстава и 26 породица које живе у Мерихилу. Густина насељености била је 13,5 / km2 (35,0 људи по квадратној миљи). Било је 49 стамбених јединица у просјечној густини од 6,8 / km2 (17,5 / ск ми). Расни састав Мерихила био је 77,55% бијелаца, 9,18% Афроамериканаца, 2,04% Индијанаца,1,02% становника Пацифичких острва,1,02% из других раса и 9,18% из двије или више раса. Хиспаноамериканци или Латиноамериканци било које расе били су 9,18% становништва. 
По попису из 2010. године број становника је 58, што је 40 (-40,8%) становника мање него 2000. године.
Било је 40 домаћинстава, од којих је 30,0% имало дјецу млађу од 18 година која су живјела са њима,57,5% су били брачни парови који живе заједно, 5,0% је имало женског домаћина без мужа, а 35,0% су биле не-породице. 22,5 % свих домаћинстава чинили су појединци, а 10,0% је имало некога ко живи сам и који је имао 65 година или старији. Просјечна величина домаћинства била је 2,45, а просјечна величина породице 2,92. 
У Мерихилу, становништво је било распоређено, са 22,4% млађим од 18 година, 4,1% од 18 до 24, 27,6% од 25 до 44, 29,6% од 45 до 64 године и 16,3% који су били старији од 65 година. Средња старост била је 40 година. На сваких 100 жена, било је 113.0 мушкараца. На сваких 100 жена старости 18 и више, било је 123.5 мушкараца.
Средњи приход за домаћинство у Мерихилу је $ 37,250, а средњи приход за породицу је $ 48,529. Мушкарци су имали средњи приход од $ 36,103 у односу на $ 28,750 за жене. Приход по глави становника за Мерихил био је 18,939 долара. Нико од становништва или породица није био испод границе сиромаштва. 
| Група             | 2000.      | 2010.      |
| Белци             | 76 (77,6%) | 42 (72,4%) |
| Афроамериканци    | 9 (9,2%)   | 0 (0,0%)   |
| Азијати           | 0 (0,0%)   | 1 (1,7%)   |
| Хиспаноамериканци | 9 (9,2%)   | 9 (15,5%)  |
| Укупно            | 98         | 58         |

## Атракције[11]
- Увијени пут Мерихил
- Музеј умјетности Мерихил
- Мерхил државни парк
- Мерихил Стоунхенџ
- Винарије у Мерихилу

## Галерија
- Увијени пут Мерихила, поглед из ваздуха
- Низак поглед из ваздуха на Мерихил Стонехенџ гледа на југ према ријеци Колумбија
- Икона: "Мајка Божја са мандиљоном". Музеј умјетности Мерихил. Анонимни руски сликар икона из 19. вијека
- Намештај од позлаћеног дрвета из палате Котроцени у вријеме Марије од Румуније. Византијски мотиви. Музеј умјетности Мерихил
- Дио индијанске колекције Музеја умјетности Мерихил
- Чланови Дјечије плесне групе Румунске цркве Свете Марије; Портланд, Орегон-лоцирана румунска фолклорна плесна трупа Циресарији; и други на Румунском културном фестивалу 2018. године у Музеју умјетности Мерихил. Фестивал је прославио стогодишњицу Бесарабијског савеза са Румунијом.